# Classe de résistance
Dans le secteur routier, il existe deux domaines dans lesquels des classes de résistance ou classes de charge sont définies. Les couvercles des regards de contrôle sont divisés en classes, en fonction des charges qu'ils peuvent supporter conformément à la norme EN 124. D'autre part, la superstructure des routes est divisée en classes de charge conformément à la norme RStO 2012.

## Plaque d'égout

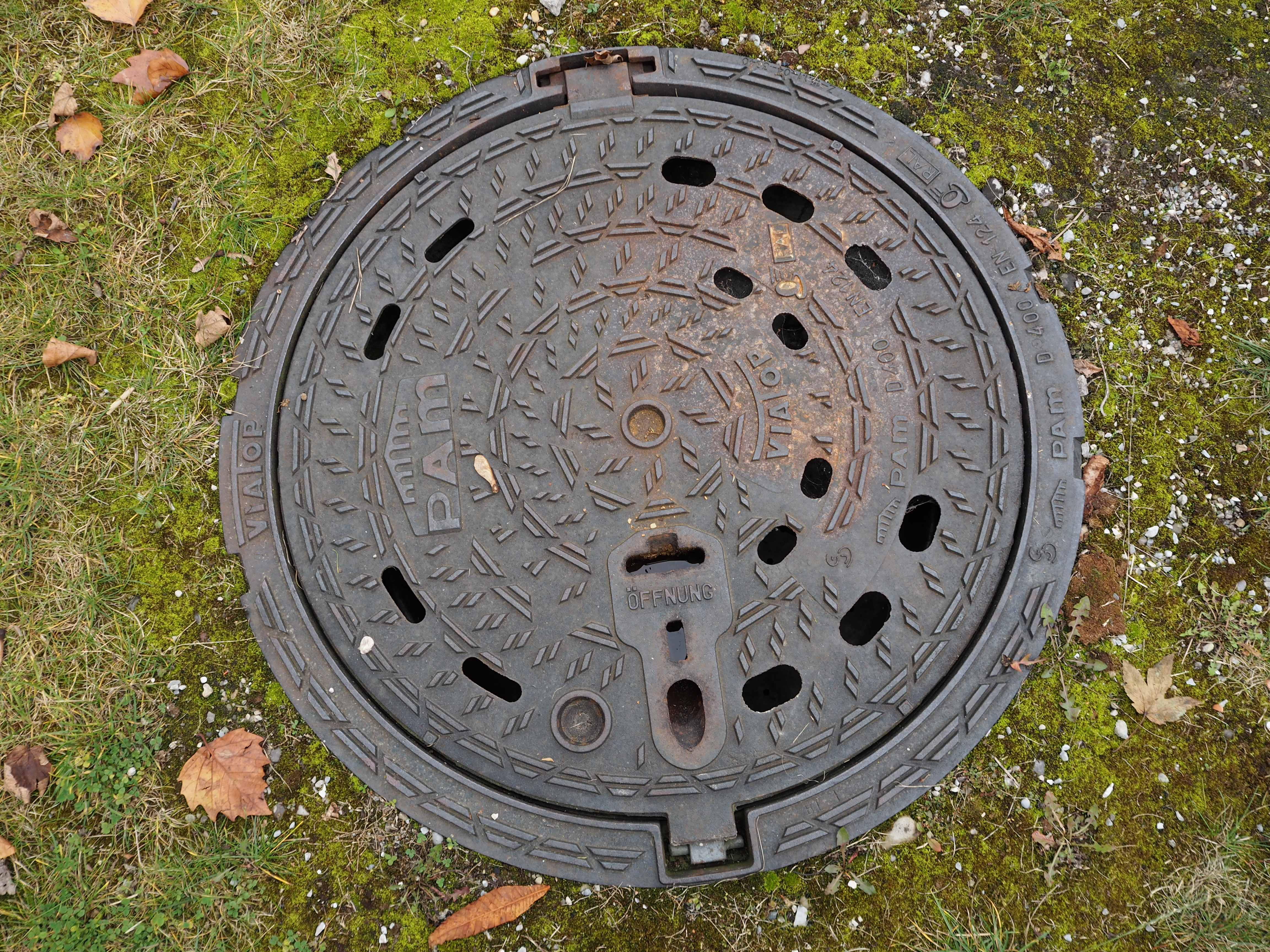
Couvercle Pam Viatop selon EN 124 avec classe de résistance D 400 à Ettringen.

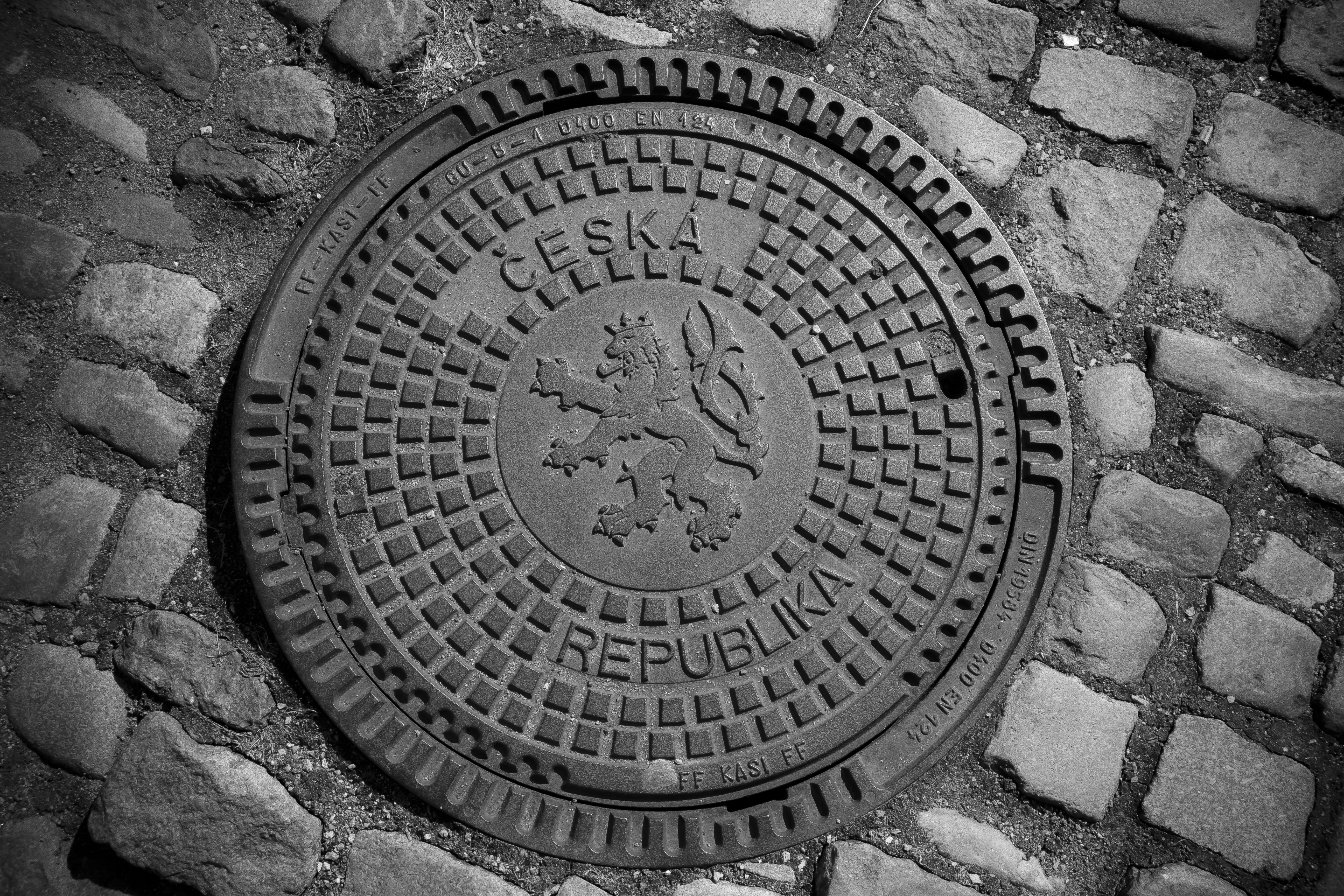
Autre exemple de plaque d'égout D 400.

Les normes européennes EN 124 (couvertures pour les zones de circulation, anciennement DIN 1229 en Allemagne) et EN 1433 (caniveaux de drainage) définissent, entre autres, les classes de résistance pour les plaques d'égout, les caniveaux de drainage et les drains routiers.
| Classe | | charge maximale admise |
| ------ | --- | ---------------------- |
| A 15   | Une charge d'essai de 15 kN correspond à 1,5 tonne : Groupe 1 : Zones de circulation qui ne peuvent être utilisées que par les piétons et les cyclistes. Convient également pour les espaces verts.                   | 1 tonne                |
| B 125  | Une charge d'essai de 125 kN correspond à 12,5 tonnes : Groupe 2 : Chaussées, zones piétonnes et zones similaires, parkings et parkings couverts.                                                                     | 5 tonnes               |
| C 250  | Une charge d'essai de 250 kN correspond à 25 tonnes : Groupe 3 : Aire de vol, places de stationnement et épaules dures et autres. Les caniveaux à fente sont toujours du groupe 3.                                    | 7.5 tonnes             |
| D 400  | Une charge d'essai de 400 kN correspond à 40 tonnes : Groupe 4 : Chaussées (y compris les routes piétonnes), bande d'arrêt d'urgence et aires de stationnement homologuées pour tous les types de véhicules routiers. | 10 tonnes              |
| E 600  | Une charge d'essai de 600 kN correspond à 60 tonnes : Groupe 5 : Zones soumises à des charges élevées sur les roues, par exemple les installations industrielles et militaires.                                       |                        |
| F 900  | Une charge d'essai de 900 kN correspond à 90 tonnes : Groupe 6 : Zones où les charges sur les roues sont particulièrement élevées, par exemple les zones de trafic aérien et les ports.                               |                        |

Les couvercles de la classe C 250 doivent être solidement fixés.
La charge admissible ne doit pas être confondue avec la charge d'essai. La charge admissible est beaucoup plus faible.